# KartaView
KartaView, initialement appelé OpenStreetView puis OpenStreetCam (ou OSC), est un projet de partage de photos géolocalisée des rues et routes pour améliorer OpenStreetMap géré actuellement par la société Grab Holdings. 
Les images collectées sont publiées sous licence CC-BY-SA et la majorité du code du projet est open source. 
Les contributeurs prennent les photos avec leur smartphone en utilisant une application Android ou iOS,. Il est également possible de mettre en ligne des images prises avec d'autres appareils photo. L'application OpenStreetCam prend aussi en charge l'utilisation d'un dongle OBD-II branché dans un véhicule. OSC peut obtenir des emplacements d'image plus précis grâce au GPS du téléphone faisant l’acquisition. L'application analyse et identifie également les panneaux de signalisation en temps réel lors de la capture des images. Une fois les images acquises, elles sont envoyées sur les serveurs centraux, traitées et publiées.
Les éditeurs d'OpenStreetMap peuvent accéder aux images OSC à l'aide de l'éditeur ID ou du plugin JOSM. Le but d'OpenStreetCam est semblable à celui de Mapillary.

## Histoire
OpenStreetCam a été lancé en 2009 sous le nom OpenStreetView.
En 2016, TeleNav (en) a repris le domaine openstreetview.org et a lancé son propre service sous ce nom . Le service a été renommé OpenStreetCam après intervention d'un représentant d'une marque déposée.
Le 12 décembre 2019, TeleNav a vendu OpenStreetCam à l'entreprise Grab Holdings pour un montant qui n'a pas été divulgué.
En novembre 2020, OpenStreetView est renommé KartaView. Cette décision fait suite à la nouvelle politique de la Fondation OSM de marque déposée décourageant les noms comme OpenStreet-xx.